# William d’Aubigné
William d’Aubigné (auch William d’Albini oder Aubigny), Lord of Belvoir (* um 1146 oder um 1151; † 1. Mai oder 6. Mai 1236 in Uffington) war ein englischer Adliger und Rebell. Er gehörte der Adelsopposition an, die König Johann Ohneland zur Anerkennung der Magna Carta zwang.

## Herkunft
William d’Aubigné III war der älteste Sohn seines gleichnamigen Vaters William d’Albini II und von Maud (oder Matilda) de Senlis, einer Tochter von Robert de Clare. Sein Großvater William d'Aubigné Brito († um 1148) war zu Beginn des 12. Jahrhunderts aus Saint-Aubin-d’Aubigné in der Bretagne nach England gekommen und hatte Cecilia, die Erbin von Belvoir Castle in Leicestershire, geheiratet.
Mit der aus der Normandie stammenden gleichnamigen Familie d’Aubigny, den späteren Earls of Arundel, ist er nicht verwandt. 

## Gefolgsmann von Heinrich II. und Richard Löwenherz
Aubigné war noch minderjährig, als sein Vater 1167 oder 1168 starb, so dass die Honour of Belvoir bis 1172 unter königlicher Verwaltung blieb. Seine Mutter hatte vermutlich sofort nach dem Tod seines Vaters Richard de Luvetot geheiratet, der bis 1170 im Auftrag des Königs Belvoir verwaltete. 1172 wurde Aubigné volljährig und trat sein Erbe an, wozu umfangreiche Ländereien mit 33 knights’ fee vor allem in den östlichen und nördlichen Midlands mit dem Mittelpunkt Belvoir Castle gehörten. Der junge Lord of Belvoir war ein loyaler Unterstützer von König Heinrich II. und wird in einer Reihe von Urkunden in England und der Normandie als Zeuge genannt. Von 1190 bis 1193 diente er König Richard Löwenherz als Constable von Peveril Castle. 1194 reiste Aubigné nach Speyer, um Richard Löwenherz nach der Freilassung aus der Gefangenschaft in Deutschland nach England zu eskortieren. Richard belohnte ihn für seine Unterstützung gegen die Rebellion von Richards Bruder Johann Ohneland mit Ländereien, die dem Rebellen Roger de Montbegon abgenommen worden waren. Von 1195 bis 1198 diente er als Sheriff von Rutland, von 1196 bis 1198 als Sheriff von Warwickshire und Leicestershire und von 1197 bis 1199 als Sheriff von Bedfordshire und Buckinghamshire, dazu amtierte er ab den 1190er Jahren als königlicher Richter.

## Dienst unter Johann Ohneland
Zu Beginn der Herrschaft von Johann Ohneland unterstützte Aubigné die Steuererhebung in Gloucester und Bristol. Als  erfahrener und loyaler Beamter und Vasall stand er hoch in der Gunst des Königs. 1201 gehörte er jedoch zu einer Gruppe von Baronen, die gegen Johanns Forderungen nach Kriegsdienst in der Normandie einwandten, dass dieser Dienst im Ausland nicht zu ihren Vasallenpflichten gehöre. Der König verlangte darauf von ihm, dass einer seiner Söhne als Geisel am Königshof leben müsse, und William blieb in den nächsten Jahren ein loyaler Unterstützer des Königs. Trotz seiner Einwände entsandte er Ritter, die an den Kämpfen um Normandie teilnahmen. 1208 diente er erneut als Richter, und von 1211 bis 1212 war er königlicher Verwalter der Häfen in Lincolnshire und Yorkshire. Im Gegensatz zu vielen anderen Baronen war er beim König nicht verschuldet und hatte bis 1210 alle Gebühren, die er dem König zahlen sollte, entrichtet. Im Februar 1213 gehörte er einer Kommission an, welche die Unterschlagung von Steuergeldern in Nordengland untersuchen sollte.

## Wechsel zu den Gegnern des Königs
1210 war Aubigné Zeuge, als der König seinen bisherigen Günstling William de Braose anklagte und ihn ohne Verurteilung ins Exil trieb. Er gehörte dem Heer an, mit dem der König dem flüchtigen Braose nach Irland nachfolgte. Dort fiel dem König dessen Familie in die Hände, die er im Kerker verhungern ließ, während Braose weiter nach Frankreich flüchten konnte. Obwohl Aubigné zunächst noch loyal zum König stand, erkannte er dabei, wie willkürlich dieser gegen seinen bisherigen Günstling vorgegangen war. Da er außerdem mit einer Reihe von nordenglischen Baronen, die dem König oppositionell gegenüberstanden, verwandt war, beurteilte er die Handlungen Johanns zunehmend kritischer. Robert FitzWalter, der zum Führer der sich bildenden Adelsopposition wurde, war sein Cousin, während Robert de Ros sein Neffe war. Nicholas de Stuteville, der am höchsten beim König verschuldete Baron, war sein Vasall. Als im Mai 1215 die City of London zu den Rebellen übergegangen war, schloss sich auch Aubigné, obgleich nur widerwillig, der Adelsopposition gegen Johann an. Aufgrund seiner Erfahrung und seines Ranges wurde er im Juni zu einem der 25 Barone gewählt, welche die Einhaltung der Bestimmungen der Magna Carta durch den König überwachen sollten.

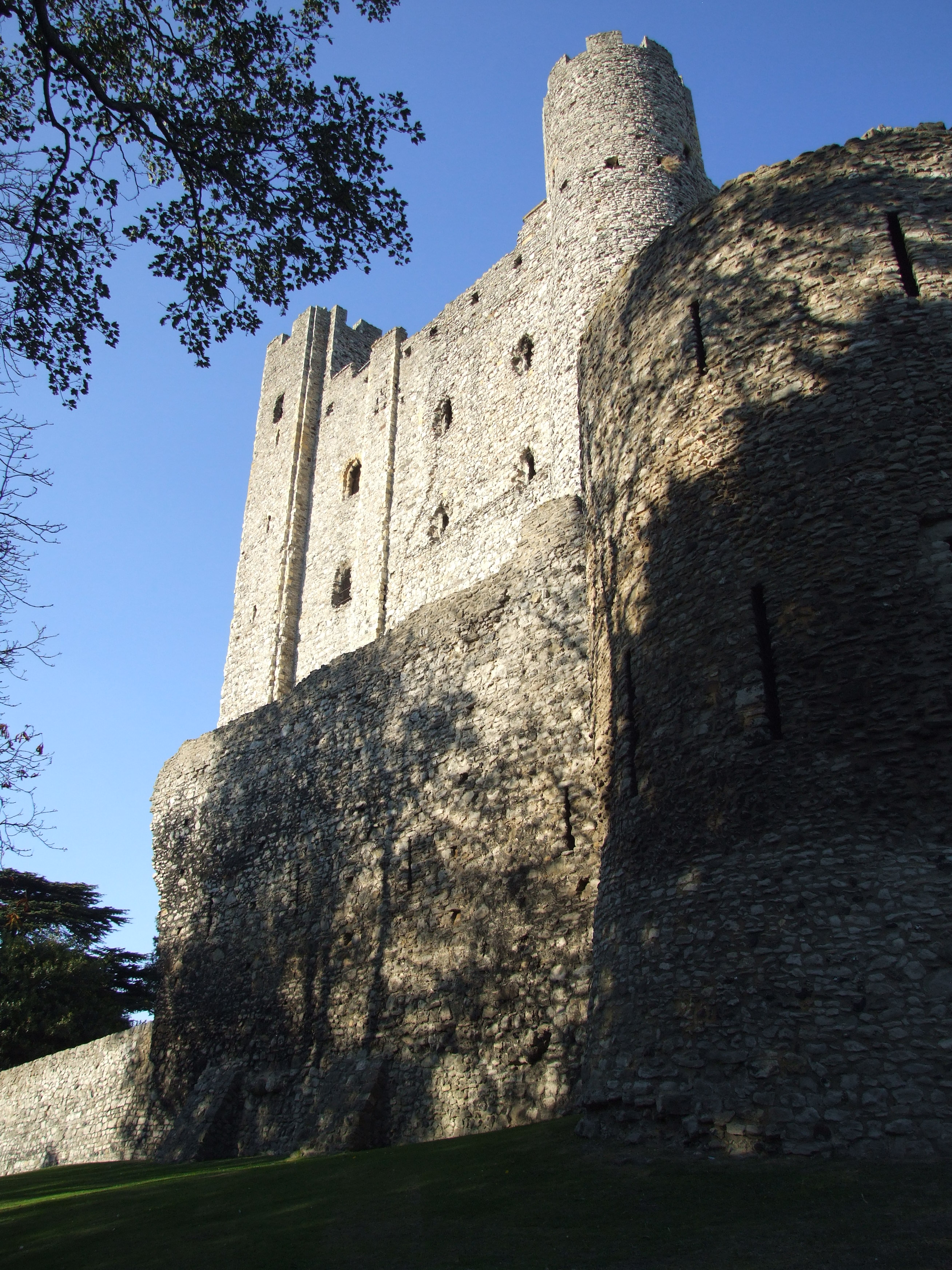
Der Keep von Rochester Castle, das 1215 von Aubigné verteidigt wurde. Der eingestürzte Eckturm wurde nach der Belagerung als Rundturm wieder aufgebaut

## Rolle im Krieg der Barone

### Belagerung von Rochester Castle
Im Herbst widerrief der König mit Unterstützung des Papstes seine Anerkennung der Magna Carta und bereitete einen bewaffneten Schlag gegen die Rebellen vor. Mit Söldnern, die er in Flandern angeworben hatte, wollte er von Dover aus London erobern. Auch die Rebellen waren weiter kampfbereit und besetzten Ende September oder Anfang Oktober 1215 Rochester Castle, das den Übergang der Straße zwischen London und Dover über den River Medway kontrollierte. Die Rebellen ließen eine starke Besatzung unter Führung von Aubigné zurück, bevor sie sich wieder nach London zurückzogen. Der König begann daraufhin sofort mit den Vorbereitungen für eine Belagerung der Burg, womit der eigentliche Krieg der Barone begann. Um die Burg entstand ein heftiger Kampf, der sich nach der Einnahme des Burghofs auf den mächtigen Bergfried, den Keep, konzentrierte. Wie es bei mittelalterlichen Belagerungen nicht unüblich war, ließ Aubigné wegen seiner knappen Vorräte die Verwundeten und Kranken aus der Burg werfen, die der König angeblich verstümmeln ließ. Ende November gelang den Angreifern die Unterminierung des Keeps, so dass sie eine Ecke des Turms zum Einsturz bringen konnten. Aubigné setzte dennoch den Widerstand fort, bis er sich wenige Tage später, am 30. November, in aussichtsloser Lage ergeben musste. Er und die Burgbesatzung wurden in Corfe Castle inhaftiert.

### Wechsel auf die Seite des neuen Königs
Nach diesem Erfolg wandte sich der König nach den Midlands, wo er Aubignés Burg Belvoir belagerte. Er drohte, Aubigné im Kerker verhungern zu lassen, worauf dessen Sohn Nicholas, der Kommandant der Burg, Belvoir übergab. Nach Verhandlungen, an denen auch seine Frau Agatha beteiligt war, bot Aubigné im Juli 1216 für seine Freilassung ein Lösegeld von 6000 Mark an. Bis November 1216 hatte er von dieser Summe 1000 Mark bezahlt, ehe er nach dem Tod König Johanns vom Regentschaftsrat, der für den unmündigen Heinrich III. regierte, freigelassen wurde. Seine Frau und einer seiner Söhne hatten sich angeboten, für ihn als Geisel zu dienen. Aubigné unterstützte nun im weiteren Verlauf des Kriegs die Partei des Königs. Er kämpfte im Mai 1217 in der Schlacht von Lincoln und wurde danach Constable von Sleaford Castle in Lincolnshire.

## Späteres Leben
Nach dem Ende des Kriegs der Barone und dem Frieden von Lambeth amtierte Aubigné 1218 erneut als königlicher Richter. Seine Frau war bereits im Mai 1217 aus der Geiselhaft entlassen worden, doch weitere Verwandte blieben bis 1220 Geiseln des Königs. Während der Revolte von William de Forz war er 1221 einer der Führer der königlichen Armee, die Forzes Burg Castle Bytham belagerte. 1223 wurde ihm zugestanden, die noch offene Summe des 1216 vereinbarten Lösegelds in geringen Jahresraten von 40 Mark zu zahlen. Im selben Jahr nahm er am Feldzug des Königs nach Mittelwales teil. 1225 bezeugte er die erneute Anerkennung der Magna Carta durch Heinrich III.
Er starb, weit über 80-jährig, auf einem seiner Güter bei Stamford und wurde im Priorat von Newstead bestattet, sein Herz dagegen wurde im Priorat von Belvoir beigesetzt. Daneben war er auch Patron des Priorats von St Neots in Cambridgeshire gewesen.

## Familie, Nachkommen und Erbe
Aubigné war zweimal verheiratet. In erster Ehe hatte er Margery, eine Tochter von Odinel de Umfreville aus Northumberland, geheiratet. Mit ihr hatte er mehrere Kinder:
- William († 1242)
- Robert
- Odinel
- Nicholas

Nachdem seine erste Frau vor 1198 gestorben war, heiratete er 1198 in zweiter Ehe Agatha Trussebut, die Witwe von Hamo Fitzhamon und Tochter und schließlich Miterbin von William Trussebut aus Hunsingore in Yorkshire. Sie überlebte ihn um mehrere Jahre. Erbe wurde sein gleichnamiger Sohn William.